# Staro Selo (Velika Plana)
Staro Selo (serbocroata cirílico: Старо Село) es un pueblo de Serbia perteneciente al municipio de Velika Plana en el distrito de Podunavlje del centro del país.
En 2011 tenía 2733 habitantes. Casi todos los habitantes son étnicamente serbios.
El pueblo comprende un área de numerosas casas dispersas ubicadas en la periferia meridional de Velika Plana, en los alrededores de la autovía A1 y la carretera 158, al oeste del río Gran Morava. Debido a ello, el pueblo carece de una historia propia, ya que se ha venido formando a lo largo de los siglos por acumulación de casas de campo. Su principal monumento histórico es el monasterio de Pokajnica, fundado como una iglesia parroquial por el líder revolucionario Vujica Vulićević tras la segunda insurrección serbia, y elevado a monasterio en 1954. La actual iglesia parroquial del pueblo fue construida en 1882-1883. Por su ubicación junto al río Gran Morava, en 1940 se produjo aquí una importante inundación.